# 江卫
江卫（1952年—），山东淄博人，汉族，中华人民共和国政治人物、第十一届全国人民代表大会山东地区代表。
毕业于南开大学高级工商管理专业，是中共党员。担任枣矿集团董事长。2008年起担任全国人大代表。